# Consulente di direzione
Il consulente di direzione (consulente di management) è un professionista competente nella consulenza per la conduzione di un'organizzazione nella sua gestione strutturale e per il miglioramento dei processi.

## Definizioni
La norma europea EN 16114 (recepita anche in Italia come norma UNI) definisce la consulenza di management come:
- Insieme di attività multidisciplinari di lavoro intellettuale, nel campo delle attività di management, che mira a creare valore o a promuovere cambiamenti, attraverso la fornitura di consigli o soluzioni, intraprendendo azioni oppure producendo servizi erogati (deliverable).

Il consulente di management viene definito come:
- Chi fornisce servizi di consulenza di direzione (consulenza di management).

## Caratteristiche tipiche
Il consulente di direzione (consulente di management) (in precedenza chiamato anche "consulente direzionale" ma dal novembre 2011, a seguito del recepimento in Italia della norma europea EN 16114 detto anche consulente di management) è il partner del top management (amministratori e/o dirigenti) o dell'imprenditore nella pianificazione del sistema organizzativo nonché, soprattutto, del suo miglioramento. Per sistema organizzativo, in senso generale, si intende: la definizione di obiettivi e programmi di azione, l'articolazione in unità organizzative (funzioni e/o divisioni), la struttura dei processi (operativi e di supporto), l'implementazione delle procedure e delle policy, il controllo e il rendiconto delle attività, il monitoraggio delle prestazioni, l'attuazione delle azioni correttive.
Nella disciplina economica di stampo anglosassone che, tradizionalmente, ha sviluppato per prima questa forma di consulenza per l'impresa e gli enti pubblici, il termine inglese management consulting, ovvero la consulenza direzionale, è associato alle attività specialistiche di supporto al vertice nel governo dell'azienda per tutto ciò che non è “compliance” (aspetti legali, contabili, amministrazione del personale, ecc.).
Quando il contesto è fortemente strutturato (grandi aziende, multinazionali, enti pubblici complessi) si deve aggiungere la dimensione “geografica” (sedi dislocate sul territorio) nella dinamica di analisi e gestione organizzativa. Oppure, nel caso di gruppo, l'articolazione nelle varie società.
È da considerare che spesso il consulente di direzione collabora con altri consulenti aziendali specifici (psicologi, avvocati, commercialisti, informatici, finanziari, consulenti del lavoro, ecc.) nello svolgimento della varie attività.
Spesso il servizio riguarda un temporary management ovvero il consulente svolge, per un arco di tempo limitato, un incarico operativo all'interno dell'organizzazione come se fosse un dirigente.
Quasi sempre il consulente di direzione è un laureato (ingegneria, economia e commercio, marketing). Non mancano grandi consulenti anche laureati in materie giuridiche o addirittura in filosofia e scienze politiche. Questo accade perché il consulente di direzione, per sua natura, deve avere anche grandi doti comunicative e di gestione delle relazioni umane, oltre che preparazione tecnica sulle diverse materie. Per questo, a parte la laurea, quello che conta è la qualifica mediante esperienze pratiche, le referenze del mercato, la dimostrata capacità, eventuali certificazioni e diplomi di master.
Data la tipologia di consulenza (che si fonda sulla formazione, il coordinamento di un team di lavoro, l'affiancamento alle risorse del committente), l'attività è svolta quasi esclusivamente presso la sede del cliente a parte i casi in cui è necessario del lavoro di back office (documentazione, relazioni, pianificazione del progetto, SAL della commessa).
Esistono famose società di consulenza direzionale a livello multinazionale, utilizzate dai grandi clienti privati nonché dalle aziende pubbliche oppure dagli enti governativi e istituzionali. Dato il tessuto economico in Italia, centrato sulle microimprese e medio-piccole aziende, i servizi di consulenza direzionale sono svolti da società a respiro locale o al più nazionale, ma ancor più spesso da liberi professionisti (come, del resto, accade per le altre tipologia di consulenza aziendale). Anche perché, in questi casi, l'interlocutore principale è solo il titolare dell'impresa.
Seppur raro non è detto che anche una persona fisica (cioè all'infuori di un bisogno professionale) non possa aver bisogno di un consulente di direzione (magari solo per avere un parere o un'informazione).

## Legislazione e normazione

### Leggi in Italia
Quando il servizio è erogato in forma di Libero professionista il riferimento è la prestazione d'opera intellettuale (art. 2229 del codice civile italiano). Nel caso l'attività sia svolta attraverso una società di consulenza si applicano i normali negozi giuridici delle imprese del settore terziario.
La legge 14 gennaio 2013, n. 4 (entrata in vigore il 10 febbraio 2013) sulle "professioni non organizzate in ordini o collegi" ha affidato precisi compiti alle associazioni tra i professionisti. Il Ministero dello Sviluppo Economico, di competenza per la L.4/2013, ha dato il suo riconoscimento alle associazioni tra consulenti di direzione in possesso dei requisiti previsti dalla legge.

### Norme in Italia
Da marzo 2015, a seguito dell'unificazione delle tre norme UNI 10771 “Consulenza di direzione - Definizioni, classificazione, requisiti e offerta del servizio”, UNI 11067 “Consulenza di direzione - Criteri di erogazione e controllo del servizio” e UNI 11166 “Consulenza di direzione - Linee guida per la scelta del consulente di direzione”, nell'unica UNI 10771:2015, le norme (nazionali) UNI relative ai consulenti di direzione (consulenti di management) sono le seguenti:
- UNI 10771:2015 "Consulenza di direzione (consulenza di management) - Valori, processo e competenze del servizio - Criteri applicativi della UNI EN 16114"
- UNI 11251:2007 “Consulenza di direzione - Linee guida per l'affidamento di servizi di consulenza e formazione organizzativa e direzionale da parte delle pubbliche amministrazioni, centrali e locali”;
- UNI 11369:2019 “Attività professionali non regolamentate - Consulente di management - Requisiti di conoscenza, abilità e competenza”[4];
- UNI/TR 11396:2011 “Guida all'utilizzo della consulenza di direzione (management consulting) per l'organizzazione, la gestione e lo sviluppo delle piccole imprese”.

### Norme Internazionali
- in Europa è stata pubblicata la EN 16114:2011 Management Consultancy Services.[5] recepita in Italia come UNI EN 16114:2011 "Consulenza di direzione (consulenza di management)". La Norma EN 16114 è stata ritirata dal CEN nel 2018 sostituendola con la EN ISO 20700[6].
- a livello internazionale l'ISO ha avviato a febbraio 2014 il gruppo ISO/PC 280 a segreteria italiana UNI, che ha pubblicato nel 2017 la norma ISO 20700:2017 "Guidelines for management consultancy services"[7] [8]

## Comunità professionale internazionale
Il professionista consulente di direzione (consulente di management) italiano è parte della comunità internazionale dei professionisti della consulenza di management.
I Paesi ad economia avanzata dispongono a livello nazionale di associazioni o Institutes che riuniscono a livello nazionale i consulenti di management. 
A livello mondiale è presente dal 1987 la Federazione ICMCI International Council of Management Consulting Institutes che riunisce le associazioni e gli institutes di oltre 50 nazioni.
Vi sono in Italia e all'estero specifici albi dei consulenti di management, tenuti da associazioni professionali. Alcune di queste utilizzano le norme di cui sopra (e le equivalenti internazionali) come schemi di qualifica o certificazione delle competenze, anche avvalendosi di organismi di certificazione o di enti di accreditamento, a seconda.
Ad esempio, esiste la certificazione CMC (Certified Management Consultant) di associazioni professionali affiliate all'ICMCI (in Italia il certificato viene rilasciato da APCO).

## Settori
I campi che riportano al vasto mondo della consulenza di direzione sono:
- pianificazione strategica;
- organizzazione aziendale;
- sistemi di gestione (gestione della qualità, gestione sicurezza, gestione ambientale e altre tipologie specifiche di sistemi di gestione);
- comunicazione organizzativa;
- risorse umane;
- pubblicità;
- tecnologie dell'informazione e della comunicazione (ICT);
- project management;
- controllo di gestione;
- marketing;
- gestione del rischio;
- riprogettazione dei processi aziendali.

Nell'ambito di questa classificazione sono comprese le decisioni che mutano radicalmente il perimetro dell'azienda (acquisizione e fusione con altre società, gestione del brand, ristrutturazione, esternalizzazione di società o divisioni), il perimetro delle sue attività operative (riposizionamento di prodotto/mercato, delocalizzazione), anche con la partecipazione temporanea di soggetti esterni (joint venture, partenariato, limited partnership, consorzio), e l'ingegneria societaria del gruppo (scelta delle sedi, partecipazioni a cascata fra società). 
Esiste un potenziale e concreto conflitto di interessi nei confronti di quanti «possono essere nello stesso tempo giocatori e arbitri della medesima partita»: fra le attività gestite insieme per conto di uno stesso cliente, ovvero tra quanti (persone fisiche e società) compravendono la consulenza, e sono soggetto di quelle chieste da terzi (es.: consulenza a vario titolo per una società che vende strumenti finanziari, e consulenza di investimento a terzi per acquistare tali strumenti). 

Il cosiddetto advisory delle firme della consulenza (consulting firm) è un settore molto ampio, difficilmente regolabile e controllabile poiché consiste in un dialogo e in una collaborazione diretta con i principali decisori dell'azienda. Questo può avere luogo anche nell'anonimato per il tipo di attività in sé, e anche dal punto di vista legale secondo il quale l'imprenditore ha piena libertà di rivolgersi al personale o ai soggetti esterni di sua fiducia, di organizzare e dirigere l'azienda come meglio ritiene opportuno, senza dire o dovere nulla verso terzi.
Accanto a queste materie trasversali va considerata la consulenza più specifica per una determinata funzione o processo (dell'organizzazione cliente) nell'ambito della realizzazione del prodotto o dell'erogazione del servizio. Esempi (per l'impresa) possono essere:
- ricerca e sviluppo del prodotto;
- produzione;
- logistica e gestione della catena di distribuzione;
- finanza d'impresa;
- l'auditing contabile;
- subfornitura;
- contrattualistica e affari legali d'impresa (questioni di diritto industriale e diritto commerciale);
- tutela del know-how;
- asset management.

Medesima osservazione sulla specializzazione per aree tematiche può essere fatta anche per quanto concerne gli enti dell'amministrazione pubblica o per le aziende a controllo pubblico. Parallelamente, esistono consulenti o società di consulenza, esperti di management in determinati settori (metalmeccanica, agricoltura, alimentare, automobilistica, trasporti, moda, tessile, chimica, edilizia ed impiantistica, sanità, scuola, uffici pubblici, studi professionali, banche e assicurazioni, informatica, ecc.).
Un'altra dimensione, tipica, di segmentazione è per tipologia dimensionale di committenti: la consulenza direzionale per una micro o piccola impresa ha caratteristiche peculiari rispetto ad una multinazionale e viceversa. Pertanto, è piuttosto difficile per il singolo consulente potersi adattare facilmente a due contesti diversissimi. Naturalmente, le grandi società possono offrire personale diversificato e qualificato per le varie situazioni ed esigenze, anche facendo ricorso massiccio ai freelance quando necessario.
Quando la consulenza direzionale è svolta alle piccole organizzazioni, solitamente, un solo professionista è sufficiente per erogare il servizio. Nel caso di commesse per grandi e grandissime organizzazioni (che possono richiedere interventi anche presso diverse sedi dislocate a livello continentale o mondiale), il team di progetto oltre a essere multidisciplinare è solitamente articolato con una certa gerarchia. I classici ruoli (con profili, responsabilità e tariffe diverse) sono:
- assistant;
- junior e/o analist;
- senior;
- specialist;
- project manager;
- steering committee leader (spesso svolto da un associate o partner della società di consulenza o comunque da un executive).

Per definizione di consulenza direzionale, il personale del committente fa ovviamente parte integrante del progetto, sia nella fase di impostazione/monitoraggio che di quella affiancamento operativo.
La valutazione della customer satisfaction è una fase assai rilevante della consulenza direzionale ed è uno dei punti di distinzione rispetto ad altri servizi professionali di consulenza aziendale.

### Italia
In Italia, data la grandissima diffusione della certificazione aziendale ISO 9001, molti dei consulenti aziendali (diversi da quelli "obbligatori" di area contabile-amministrativa) che lavorano per le micro e piccole imprese, sono degli specialisti di progettazione ed implementazione dei sistemi di gestione qualità e questo è il servizio principale richiesto dai loro clienti. Quando la necessità è di tipo esclusivamente burocratico-formale (in pratica l'ottenimento e conservazione del "bollino"), non lo sviluppo di un concreto e reale sistema di gestione organizzativa, il consulente è più propriamente uno specialista di certificazioni volontarie ISO. Medesimo discorso vale per le aree "compliance" relative a sicurezza e salute (TU 81/2008) oppure a marcature CE di prodotto, così come la sicurezza nel settore alimentare HACCP (Analisi dei rischi e controllo dei punti critici) nonché in tema di privacy (codice in materia di protezione dei dati personali, d.lgs. 196/2003) e modello di organizzazione e gestione (decreto legislativo 8 giugno 2001, n. 231, che disciplina la responsabilità amministrativa delle persone giuridiche).
Invece, quando la dimensione o le esigenze/obiettivi del cliente aumentano, sono necessari specialisti di strategia, organizzazione, ristrutturazione societaria, finanziaria e dei processi, risorse umane, controllo di gestione, progetti ICT, ecc: in pratica, i consulenti direzionali nel significato più preciso e peculiare del termine.
Le classiche attività rientranti nella consulenza di direzione non sono "attività riservate" ovvero per cui occorra l'iscrizione ad uno specifico albo o collegio, ai sensi delle leggi vigenti. Anche se spesso diversi soggetti delle professioni ordinistiche (dette "regolamentate") svolgono attività di consulenza di direzione, è da precisare che il titolo abilitante non costituisce di per sé un requisito vincolante o necessario per l'erogazione del servizio.